# De deserteurs (stripalbum)
De deserteurs is het 5de album uit de stripreeks De Blauwbloezen. Het werd getekend door Willy Lambil en het scenario werd geschreven door Raoul Cauvin. Het album werd uitgegeven in 1974.

## Verhaal
Kolonel Appeltown gaat een paar weken op familiebezoek en laat het fort onder leiding van Kapitein Joyce. Deze windt er geen doekjes om en zet iedere soldaat die ongehoorzaam is in het gevang. Uiteindelijk worden vijf ongehoorzamen in het gevang gezet en moeten Blutch en Chesterfield hun bewaken, echter hebben alle soldaten hun bedenkingen over de methodes van kapitein Joyce. Uiteindelijk deserteren de vijf en de kapitein gaat samen met Blutch en Chesterfield achter ze aan. Als ze de vijf ingehaald hebben, komen ze in een hinderlaag terecht met indianen.

## Personages in het album
- Blutch
- Cornelius Chesterfield
- Kapitein Joyce
- Kolonel Appeltown
- Soldaat Mike
- Soldaat Tony